# Вульф, Евгений Владимирович
Евге́ний Влади́мирович Вульф (25 мая [6 июня] 1885, Симферополь — 21 декабря 1941, Ленинград) — советский ботаник, флорист и биогеограф, специалист в области исторической географии растений.
Работал в Никитском ботаническому саду близ Ялты (1914—1926), один из лучших знатоков флоры Крыма.

## Жизненный и научный путь
Родился в семье Владимира Михайловича и Генриетты Михайловны Вульф. У него был брат Георгий. Окончил Симферопольскую мужскую казённую гимназию. С 1903 по 1906 год учился в Московском университете. В 1909 году учился в Венском университете. В 1913 году, будучи магистрантом Московского университета, избран в члены Таврической учёной архивной комиссии.
С 1921 по 1926 год — профессор Таврического университета.
С 1926 года — во Всесоюзном институте растениеводства.
С 1934 года — профессор Ленинградского педагогического института имени М. Н. Покровского.
Погиб в Ленинграде во время блокады в декабре 1941 года от осколка фашистского снаряда. Похоронен на Серафимовском кладбище.

## Память
Карстовая шахта-понор Вульфа (574-1). Находится на северо-западе массива Северная Демерджи. Заложена в горных породах верхнеюрского возраста. Протяженность 90 м, глубина 45 м, площадь 55 м². Названа в честь Евгения Владимировича Вульфа, автора многотомной «Флоры Крыма», исследователя растительности Крымских яйл, профессора Таврического университета и Крымского педагогического института. Название присвоено в 2000 году Карстовой комиссией КАН в связи со 115-летием со дня рождения.
В честь Е. В. Вульфа названа гора Вульфа на острове Итуруп (название присвоено не позже 1949 г.).

## Печатные труды
- Вульф Е. В. К флоре вершин крымских гор. 1. Сююр-кая, Парагельмен, Гелин-кая, Большая и Малая Цюцюли, гора Черная. Симферополь. Тип. Тавр. Губ. Земства. 1919.
- Вульф Е. В. Ареал и возраст // Труды по прикладной ботанике, генетике и селекции. 1927. Т. 17, вып. 4. С. 515—538
- Вульф Е. В. Введение в историческую географию растений. — М.: Сельхозгиз, 1932
- Вульф Е. В. Опыт деления земного шара на растительные области на основе количественного распределения видов // Труды по прикладной ботанике, генетике и селекции. Сер. 1. 1934. Вып. 2. С. 3—67
- Вульф Е. В. Историческая география растений. — М.; Л.: Издательство АН СССР, 1936
- Вульф Е. В. Полиплоидия и географическое распространение растений // Успехи современной биологии. 1937. Т. 7, вып. 2. С. 161—197
- Вульф Е. В. Историческая география растений. История флор земного шара. — М.; Л.: Издательство АН СССР, 1944
- Wulff E.V. An Introduction to Historical Plant Geography. — Waltham, MA: Chronica Botanica Co., 1943 (англ.)
- Вульф Е. В., Малеева О. Ф. Мировые ресурсы полезных растений: Пищевые, кормовые, технические, лекарственные и др.: Справочник / Отв. ред. Ф. Х. Бахтеев; АН СССР. Ботан. ин-т им. В. Л. Комарова. — Л.: Наука. Ленингр. отд-ние, 1969. — 568 с. — 7500 экз.